# Diomede Carafa
Diomede Carafa (ur. 7 stycznia 1492 w Ariano, zm. 12 sierpnia 1560 w Rzymie) – włoski kardynał.

## Życiorys
Urodził się 7 stycznia 1492 roku w Ariano, jako syn Giovanniego Francesca Carafy i Francesci Orsini. Studiował prawo cywilne i był wykształcony w zakresie literatury. 9 kwietnia 1511 roku został wybrany biskupem Ariano. Początkowo uzyskał dyspensę z powodu nieosiągnięcia wieku kanonicznego i nieposiadania święceń kapłańskich, jednak ostatecznie przyjął sakrę. 20 grudnia 1555 roku został kreowany kardynałem prezbiterem i otrzymał kościół tytularny San Pier Damiani ai Monti di San Paolo. Po nominacji kontynuował prowadzenie odosobnionego życia, będąc zupełnie niezwiązanym z manewrami i intrygami politycznymi swojej rodziny. Dzięki temu, początkowo jako jedyny członek rodziny Carafów nie był zobowiązany do opuszczenia Rzymu, kiedy Paweł IV wygnał pozostałych krewnych winnych nadużyć i okrucieństw. Jednak kilka miesięcy później kryzys się pogłębił i Carafa także został zmuszony do opuszczenia miasta. Po śmierci Pawła IV, w Rzymie miały miejsce zamieszki przeciwko rodowi Carafa, jednak insygnia Diomede Carafy, jako jedyne zostały oszczędzone. Aby odzyskać zaufanie papieża do rodu, kardynał Carafa poparł kandydaturę Giovanniego Angela de’Medici. Pius IV zdecydował się jednak prowadzić politykę wrogości wobec Carafów, do której z czasem przyłączył się także Diomede. Relacja pomiędzy nimi jednak znacznie się pogorszyła, kiedy bracia Anotnio i Carlo Carafa zostali osądzeni i skazani na śmierć. Diomede Carafa usiłował jeszcze odwoływać się od decyzji, jednak bezskutecznie i kardynałowie zostali straceni. Wobec tego Diomede Carafa opuścił Rzym i osiadł w Tarencie. Protestował także przeciwko decyzji o rozwiązaniu zakonu teatynów. Zmarł 12 sierpnia 1560 roku w Rzymie.